# Gli orsi radioamatori
Gli orsi radioamatori (C B Bears), anche trasmessa col titolo Orsi radioamatori, è una serie televisiva d'animazione statunitense prodotta dalla Hanna-Barbera Productions e trasmessa sulla NBC dal 10 settembre al 3 dicembre 1977. Come molte serie Hanna-Barbera dell'epoca, Gli orsi radioamatori è un contenitore con sei segmenti regolari: Gli orsi radioamatori, Blast-Off Buzzard, Hey il re (Heyyy, It's the King!), Posse Impossible, Shake, Rattle e Roll (Shake, Rattle & Roll) e Poffy l'elefante col cappello (Undercover Elephant).
Ogni segmento è una parodia di un elemento della televisione degli anni settanta. Il segmento Gli orsi radioamatori è una parodia della serie del 1976 Charlie's Angels, con un trio di orsi investigatori a cui vengono assegnati incarichi da un operatore invisibile. Allo stesso modo, Hey il re si ispira a Happy Days, con un protagonista basato sul famoso Fonzie. Blast-Off Buzzard imita Willy il Coyote e Beep Beep, Posse Impossible è uno spettacolo di cowboy che fa una caricatura di John Wayne, Shake, Rattle e Roll presenta un trio di fantasmi che imitano i comici Hugh Herbert, Lou Costello e Marty Allen e Poffy l'elefante col cappello è una parodia di Missione impossibile.

## Segmenti

### Gli orsi radioamatori
Hustle, Boogie e Bump sono un trio di orsi investigatori travestiti da netturbini. Viaggiano per il paese risolvendo misteri con un camion della spazzatura chiamato Perfume Wagon (il termine CB per un camion della spazzatura). Una donna dalla voce sensuale di nome Charlie contatta gli orsi sulla radio CB del camion per dare loro degli incarichi. Questo segmento è "ispirato" alla serie TV di successo Charlie's Angels (Bump ha un'acconciatura bionda simile a quella di Farrah Fawcett). Ciascuno dei nomi degli orsi si basa su un ballo da discoteca degli anni 1970 e la premessa generale dei segmenti fa riferimento alla mania per le radio CB della metà del decennio.

#### Doppiaggio
| Personaggio | Doppiatore originale | Doppiatore italiano |
| ----------- | -------------------- | ------------------- |
| Hustle      | Daws Butler          | Claudio Fattoretto  |
| Bump        | Henry Corden         | Arnaldo Ninchi      |
| Boogie      | Chuck McCann         | Marco Guglielmi     |
| Charlie     | Susan Davis          |                     |

#### Episodi
| nº | Titolo originale            | Prima TV USA      |
| -- | --------------------------- | ----------------- |
| 1  | The Missing Mansion Mystery | 10 settembre 1977 |
| 2  | The Doomsday Mine           | 17 settembre 1977 |
| 3  | Follow That Mountain        | 24 settembre 1977 |
| 4  | Valley of No Return         | 1º ottobre 1977   |
| 5  | The Fright Farm             | 8 ottobre 1977    |
| 6  | Drackenstein's Revenge      | 15 ottobre 1977   |
| 7  | Water, Water...Nowhere      | 22 ottobre 1977   |
| 8  | The Wild, Wild Wilderness   | 29 ottobre 1977   |
| 9  | Island of Terror            | 5 novembre 1977   |
| 10 | Go North, Young Bears       | 12 novembre 1977  |
| 11 | The Invasion of the Blobs   | 19 novembre 1977  |
| 12 | The Disaster from the Skies | 26 novembre 1977  |
| 13 | The Disappearing Satellites | 3 dicembre 1977   |

### Blast-Off Buzzard
Blast-Off Buzzard (i cui effetti vocali sono forniti da Daws Butler) è un avvoltoio collorosso in tenuta da aviatore che insegue Crazylegs, un bizzarro serpente con elmetto da football che gli sfugge sempre. La loro situazione è molto simile a quella di Willy il Coyote e Beep Beep, incluso il fatto che il segmento è privo di dialoghi.

#### Episodi
| nº | Titolo originale                        | Prima TV USA      |
| -- | --------------------------------------- | ----------------- |
| 1  | Buzzard, You're a Turkey                | 10 settembre 1977 |
| 2  | Hard Headed Hard Hat                    | 17 settembre 1977 |
| 3  | Hearts and Flowers, Buzzards and Snakes | 24 settembre 1977 |
| 4  | The Egg & Aye Aye Aye                   | 1º ottobre 1977   |
| 5  | Testing 1-2-3                           | 8 ottobre 1977    |
| 6  | Ho, Ho, Ho, It's the Buzzard's Birthday | 15 ottobre 1977   |
| 7  | Wheelin' and Reelin'                    | 22 ottobre 1977   |
| 8  | Buzzard, Clean Up Your Act              | 29 ottobre 1977   |
| 9  | Backyard Buzzards                       | 5 novembre 1977   |
| 10 | Spy in the Sky                          | 12 novembre 1977  |
| 11 | First Class Buzzard                     | 19 novembre 1977  |
| 12 | Freezin' and Sneezin'                   | 26 novembre 1977  |
| 13 | Cousin Snakey Is a Groove               | 3 dicembre 1977   |

### Hey il re
Re, un leone modellato su Fonzie, escogita dei piani per finire sotto i riflettori insieme ai suoi compagni di classe del liceo: Grande H l'ippopotamo, Clyde il gorilla, Skids l'alligatore, Yuka Yuka la iena e le cheerleader Sheena la leonessa e Zelda lo struzzo.

#### Doppiaggio
| Personaggio | Doppiatore originale | Doppiatore italiano |
| ----------- | -------------------- | ------------------- |
| Re          | Lennie Weinrib       | Roberto Chevalier   |
| Yuka Yuka   | Lennie Weinrib       | Mauro Gravina       |
| Grande H    | Sheldon Allman       | Arturo Dominici     |
| Clyde       | Don Messick          | Daniele Tedeschi    |
| Skids       | Marvin Kaplan        | Vittorio Stagni     |
| Sheena      | Ginny McSwain        | Emanuela Rossi      |
| Zelda       | Susan Silo           | Anna Rita Pasanisi  |

#### Episodi
| nº | Titolo originale             | Titolo italiano            | Prima TV USA      |
| -- | ---------------------------- | -------------------------- | ----------------- |
| 1  | The Blue Kangaroo            | Il canguro bleu            | 10 settembre 1977 |
| 2  | The First King on Mars       | Il primo re su Marte       | 17 settembre 1977 |
| 3  | The Riverbed 5000            | Una corsa da 5.000 dollari | 24 settembre 1977 |
| 4  | Surf's Up                    | La gara di surf            | 1º ottobre 1977   |
| 5  | The King and His Jokers      | Il Re e i suoi burloni     | 8 ottobre 1977    |
| 6  | Hot Gold Fever               | La calda febbre dell'oro   | 15 ottobre 1977   |
| 7  | The Carnival Caper           | Il colpo del carnevale     | 22 ottobre 1977   |
| 8  | The Unhappy Heavy Hippo      | L'infelice ippopotamo      | 29 ottobre 1977   |
| 9  | The King for Prez            | Il Re diventa presidente   | 5 novembre 1977   |
| 10 | Snowbound Safari             | Safari sulla neve          | 12 novembre 1977  |
| 11 | Great Billionaire Chase Case | Caccia al miliardario      | 19 novembre 1977  |
| 12 | Boat Fever                   |                            | 26 novembre 1977  |
| 13 | Go for It, King              |                            | 3 dicembre 1977   |

### Posse Impossible
Il segmento è incentrato sullo sceriffo di Saddlesore (doppiato da Bill Woodson) e il suo gruppo di cowboy fannulloni, Stick, Big Duke (doppiati da Daws Butler) e Blubber (doppiato da Chuck McCann), che in ogni episodio riescono nonostante tutto a imprigionare famosi fuorilegge.

#### Episodi
| nº | Titolo originale                  | Prima TV USA      |
| -- | --------------------------------- | ----------------- |
| 1  | Big Duke and Li'l Lil             | 10 settembre 1977 |
| 2  | Trouble at Ghostarado             | 17 settembre 1977 |
| 3  | The Not So Great Train Robbery    | 24 settembre 1977 |
| 4  | The Alabama Brahma Bull           | 1º ottobre 1977   |
| 5  | The Crunch Bunch Crashout         | 8 ottobre 1977    |
| 6  | One of Our Rivers Is Missing      | 15 ottobre 1977   |
| 7  | The Sneakiest Rustler in the West | 22 ottobre 1977   |
| 8  | Bad Medicine                      | 29 ottobre 1977   |
| 9  | Busting Boomerino                 | 5 novembre 1977   |
| 10 | Roger the Dodger                  | 12 novembre 1977  |
| 11 | Riverboat Sam, the Gambling Man   | 19 novembre 1977  |
| 12 | The Invisible Kid                 | 26 novembre 1977  |
| 13 | Calamity John                     | 3 dicembre 1977   |

### Shake, Rattle e Roll
Shake, Rattle e Roll sono tre fantasmi che gestiscono l'Haunted Inn, un hotel per fantasmi e altre creature soprannaturali. Le loro bravate sul posto di lavoro sono a volte interrotte dall'autoproclamato "sterminatore di fantasmi" Sidney Merciless (doppiato da Alan Oppenheimer) che vuole liberare il mondo dai fantasmi. Shake, Rattle e Roll tendono ad avere problemi anche con il Topo Fantasma mentre il loro Gatto Fantasma li aiuta nei tentativi di liberarsene.

#### Doppiaggio
| Personaggio      | Doppiatore originale | Doppiatore italiano |
| ---------------- | -------------------- | ------------------- |
| Shake            | Paul Winchell        | Piero Tiberi        |
| Rattle           | Lennie Weinrib       | Gigi Reder          |
| Roll             | Joe E. Ross          | Sergio Fiorentini   |
| Sidney Merciless | Alan Oppenheimer     |                     |

#### Episodi
| nº | Titolo originale                     | Titolo italiano               | Prima TV USA      |
| -- | ------------------------------------ | ----------------------------- | ----------------- |
| 1  | Guess What's Coming to Dinner        | Ospiti a pranzo               | 10 settembre 1977 |
| 2  | The Ghostly Ghoul Is a Ghastly Guest | Lo spettro spaventoso         | 17 settembre 1977 |
| 3  | There's No Pest Like a Singing Guest | Un pessimo cliente            | 24 settembre 1977 |
| 4  | Shake the Lion-Hearted               | Shake cuor di leone           | 1º ottobre 1977   |
| 5  | The Real Cool Ghoul                  | Un mostro veramente simpatico | 8 ottobre 1977    |
| 6  | Spooking Is Hazardous to Your Health | Spaventare è pericoloso       | 15 ottobre 1977   |
| 7  | Spooking the Spooks                  | Spaventando gli spettri       | 22 ottobre 1977   |
| 8  | From Scream to Screen                | Dalla paura allo schermo      | 29 ottobre 1977   |
| 9  | Gloom and Doom-De-Doom               | Il fantasma represso          | 5 novembre 1977   |
| 10 | Polt R Geist                         | Il grande spiritoso           | 12 novembre 1977  |
| 11 | Too Many Kooks                       | Troppi mostri                 | 19 novembre 1977  |
| 12 | A Scary Face from Outer Space        |                               | 26 novembre 1977  |
| 13 | Health Spa Spooks                    |                               | 3 dicembre 1977   |

### Poffy l'elefante col cappello
L'elefante Poffy e il suo compagno, il topo Geremia, lavorano per la Central Control e risolvono misteri. Le gag ricorrenti di questo segmento includono travestimenti indossati da Poffy che tendono a tradirlo (dal momento che alcuni sono stati ordinati dal retro di un fumetto), Geremia che rivela la sua copertura quando combatte il cattivo e Poffy che non è in grado di evitare i messaggi esplosivi che gli invia il suo capo e di resistere alle arachidi.

#### Doppiaggio
| Personaggio | Doppiatore originale | Doppiatore italiano        |
| ----------- | -------------------- | -------------------------- |
| Poffy       | Daws Butler          | Gianni Marzocchi           |
| Geremia     | Bob Hastings         | Flora Carosello            |
| Capo        | Michael Bell         | Romano Ghini Sandro Iovino |

#### Episodi
| nº | Titolo originale             | Titolo italiano                   | Prima TV USA      |
| -- | ---------------------------- | --------------------------------- | ----------------- |
| 1  | The Sneaky Sheik             | Lo sceicco imbroglione            | 10 settembre 1977 |
| 2  | Baron Von Rippemoff          | Il barone Von Rippemoff           | 17 settembre 1977 |
| 3  | The Moanin' Lisa             | La gemente Lisa                   | 24 settembre 1977 |
| 4  | Pain in the Brain            | Mal di testa                      | 1º ottobre 1977   |
| 5  | The Great Hospital Hassle    | Il ladro dal travestimento facile | 8 ottobre 1977    |
| 6  | Latin Losers                 | Il tramonto di un dittatore       | 15 ottobre 1977   |
| 7  | Dr. Doom's Gloom             | L'oscurità del dott. Destino      | 22 ottobre 1977   |
| 8  | Chicken Flickin' Capon Caper | Il furto della ricetta            | 29 ottobre 1977   |
| 9  | Undercover Around the World  | Poffy intorno al mondo            | 5 novembre 1977   |
| 10 | Irate Pirates                | I pirati arrabbiati               | 12 novembre 1977  |
| 11 | Perilous Pigskin             | Il pallone pericoloso             | 19 novembre 1977  |
| 12 | Swami Whammy                 |                                   | 26 novembre 1977  |
| 13 | The Disappearing Duchess     |                                   | 3 dicembre 1977   |

## Edizione italiana
L'edizione italiana della serie venne trasmessa dal 2 dicembre 1980 sulle televisioni locali del circuito GPE - Telemond, all'interno del programma Ciao Ciao. Come accaduto per la trasmissione in syndication negli Stati Uniti, essa fu divisa in due serie distinte con episodi da tre segmenti l'uno: Gli orsi radioamatori fu unito a Blast-Off Buzzard e Posse Impossible, mentre Hey il re fu unito a Shake, Rattle e Roll e Poffy l'elefante col cappello (la serie risultante fu intitolata Lo show di Hey il re e andò in onda dal 3 marzo 1981). Il doppiaggio de Lo show di Hey il re fu eseguito dalla C.D.